# Pedro María Arsuaga
Pedro María Arsuaga Eguiazábal (Tolosa, 19 de octubre de 1927-Madrid, 22 de octubre de 2009) fue un futbolista español. Su puesto era de extremo izquierdo y su primer equipo fue el Tolosa Club de Fútbol, del que pasó al Real Madrid en 1946.

## Biografía
Con el Real Madrid debutó en la temporada 1946-1947, en el partido Valencia CF 4 - Real Madrid 1. 
Permaneció en el equipo madrileño hasta la temporada 1952-1953.
Jugó en el Granada CF en la temporada siguiente.en la segunda división.
Regresó a la primera división en la 1954-1955 con el Racing de Santander.
Con el club santanderino jugó un año en primera división, luego el equipo descendió a segunda división, y Arsuaga jugó otros 3 años retirándose en la temporada 1957-1958.
Fue padre del paleoantropólogo Juan Luis Arsuaga (1954), codirector del Equipo de Investigaciones de los yacimientos pleistocenos de la  Sierra de Atapuerca (Burgos, España).

## Clubes
| Club                | Categoría        | Año       | Partidos | Goles | Real Madrid | Primera División | 1946/1947 | 7 | 2 |
| Real Madrid         | Primera División | 1947/1948 | 4        | 0     |             |                  |           |   |   |
| Real Madrid         | Primera División | 1948/1949 | 15       | 5     |             |                  |           |   |   |
| Real Madrid         | Primera División | 1949/1950 | 2        | 1     |             |                  |           |   |   |
| Real Madrid         | Primera División | 1950/1951 | 12       | 6     |             |                  |           |   |   |
| Real Madrid         | Primera División | 1951/1952 | 10       | 4     |             |                  |           |   |   |
| Real Madrid         | Primera División | 1952/1953 | 15       | 5     |             |                  |           |   |   |
| Granada             | Segunda División | 1953/1954 | 13       | 3     |             |                  |           |   |   |
| Racing de Santander | Primera División | 1954/1955 | 25       | 4     |             |                  |           |   |   |
| Racing de Santander | Segunda División | 1955/1956 | 27       | 4     |             |                  |           |   |   |
| Racing de Santander | Segunda División | 1956/1957 | 25       | 9     |             |                  |           |   |   |
| Racing de Santander | Segunda División | 1957/1958 | 6        | 0     |             |                  |           |   |   |

## Palmarés

### Campeonatos nacionales
| Título                   | Club      | País   | Año  |
| ------------------------ | --------- | ------ | ---- |
| Liga de Segunda División | Real Jaén | España | 1952 |